# Portugisisk Indien
Portugisisk Indien (portugisisk: Índia Portuguesa eller Estado da Índia) var Portugals koloniale besiddelser i Indien. Da Indien blev selvstændig i 1947, inkluderede portugisisk Indien et antal enklaver på Indiens vestkyst. Enklaverne omfattede Goa, Daman (portugisisk: Damão), Diu samt Dadra og Nagar Haveli, som ligger inde i landet fra Daman. Portugisisk Indiens territorier omtales sommetider bare som Goa.

## Historie
Ved Indiens selvstændighed i 1947 nægtede det portugisiske styre at overdrage Portugisisk Indien til Indien. Der var gentagne diplomatiske forsøg fra indisk side på at overtale Portugal til at overdrage besiddelserne. I december 1961 invaderede Indien besiddelserne og indlemmede områderne i Indien den 19. december 1961.
Portugal anerkendte ikke Indiens overhøjhed før 1974 efter Nellikrevolutionen.
2°11′20″N 102°23′04″Ø / 2.1889°N 102.3844°Ø